# 工银瑞信基金
工银瑞信基金管理有限公司成立于2005年6月21日，是由中国工商银行和瑞士信贷集团合资设立的基金管理公司，是国内首家银行系基金公司。公司在北京、上海、深圳等地设有分公司，分别在香港和上海设有全资子公司工银瑞信资产管理(国际)有限公司、工银瑞信投资管理有限公司。截至2021年9月30日，工银瑞信共有员工706人，约73%的员工拥有硕士以上学历；投研团队由基金经理和研究员组成，投研人员177人，平均拥有约13年的从业经验；旗下管理196只公募基金和多个年金、私募资产管理计划，资产管理总规模近1.6万亿元。
2021年工银瑞信旗下25只主动型基金年度回报超15%，其中2只净值涨幅达50%以上，公司主动权益类基金整体平均收益率13.68%，位列权益类大中型公司第二名。